# Bureau du renseignement militaire
Le Bureau du renseignement militaire (en anglais : Military Intelligence Bureau, MIB) est une agence de renseignement directement de l'état-major général du ministère de la Défense de Taïwan. 
Sa tâche principale est de collecter des informations sur les activités politiques et militaires de la Chine, et c'est également la seule unité opérationnelle d'espionnage de Taiwan.
Le Bureau du renseignement militaire a été réorganisé et établi après l'affaire Jiangnan en 1985, le prédécesseur était le Bureau du renseignement du ministère de la Défense nationale.